# 圆疹贝
圆疹贝（学名：Pustularia globulus）又稱金珠宝螺（Cypraea globulus），为宝贝科疹贝属的动物。分布于印度洋-太平洋暖水区，可見於台湾岛及中国大陆的香港、海南岛、西沙群岛等地，属于暖海产。牠們一般生活在低潮线至水深6米的珊瑚礁海底或礁石块下面。该物种的模式产地在印度尼西亚安汶。